# Tiago Caballero
Tiago Isaias Caballero Fleytas (* 27. Mai 2005) ist ein paraguayischer Fußballspieler.

## Karriere

### Verein
Aus der U23 von Club Nacional kommend ging er Januar 2024. Bereits am 23. Mai 2023 hatte er aber auch schon Liga-Debüt bei einem 1:0-Sieg über Sportivo Luqueño. Ab Ende Februar 2024 hatte er dann auch erste Einsätze in der Copa Libertadores.

### Nationalmannschaft
Zum Jahreswechsel 2023/24 wurde er erstmals für die Vorbereitung vor dem Qualifikationsturnier für Olympia für die paraguayische U23 nominiert. Dort kam er auch einmal zum Einsatz. Bei dem Turnier selbst stand er dann in drei von sieben Partien auf dem Platz. Am Ende landete er mit seinem Team hier auf dem ersten Platz der Endgruppe und qualifizierte sich so für die Spiele in Paris.